# Liên đoàn bóng đá Hoa Kỳ
Liên đoàn bóng đá Hoa Kỳ (tiếng Anh: United States Soccer Federation; viết tắt: USSF), thường được gọi là U.S. Soccer, là cơ quan điều hành của môn bóng đá tại Hoa Kỳ. Với trụ sở đặt ở tại Chicago, Illinois, liên đoàn thành viên của FIFA đảm nhiệm việc quản lý bên bóng đá nghiệp dư và chuyên nghiệp tại Hoa Kỳ, trong đó có các đội tuyển nam, nữ, trẻ, bóng đá bãi biển, futsal, và đội tuyển người khuyết tật. U.S. Soccer cũng quản lý hầu hết các giải bóng đá ở tại Hoa Kỳ.

## Lịch sử

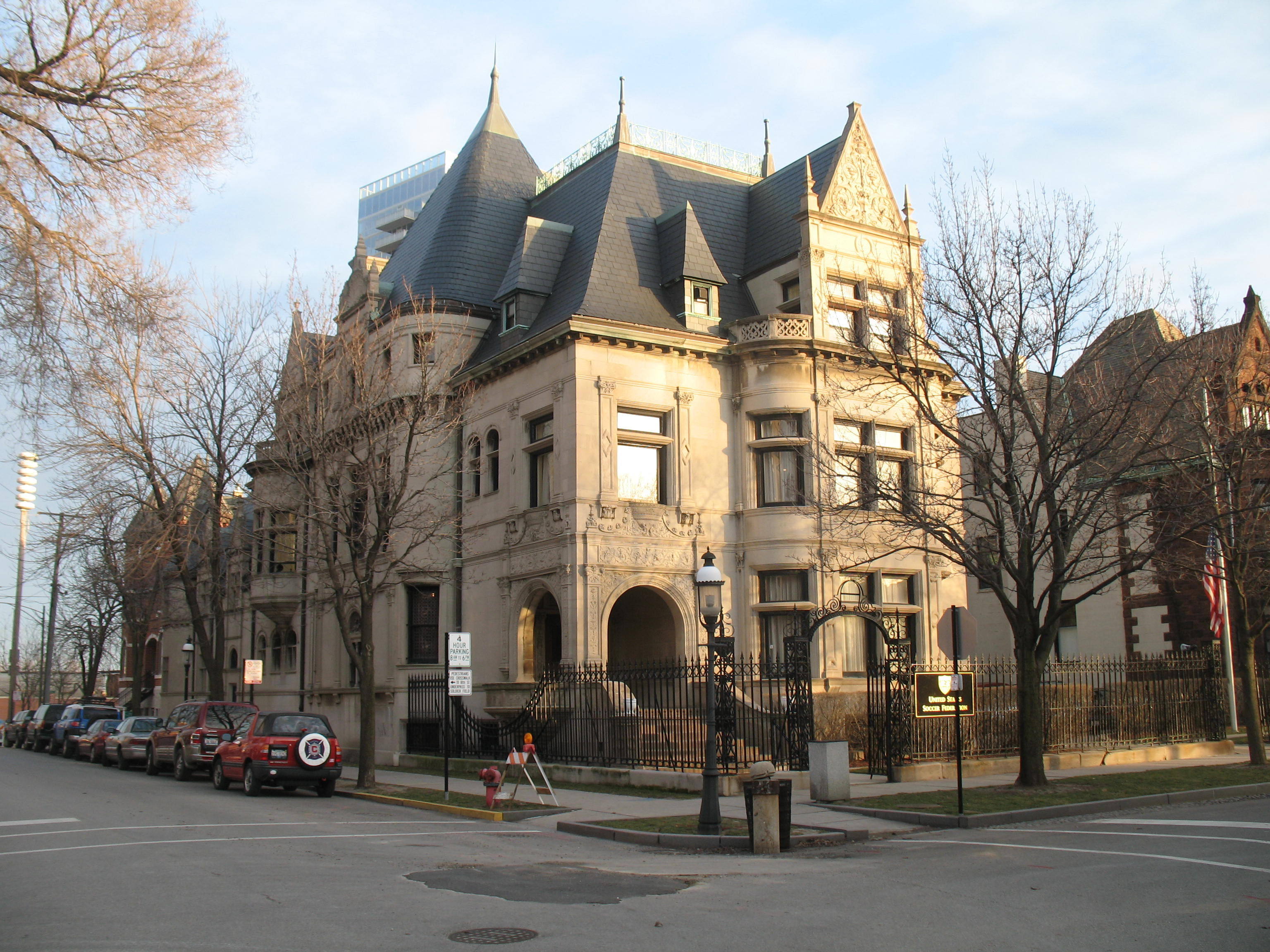
Trụ sở Liên đoàn bóng đá Hoa Kỳ, còn có tên là U.S. Soccer House, nằm ở 1801 South Đại lộ Prairie, Chicago

U.S. Soccer ban đầu có tên là Hiệp hội bóng đá Hoa Kỳ (United States Football Association), thành lập vào ngày 5 tháng 4 năm 1913 và vào ngày 15 tháng 8 cùng năm được công nhận là một trong những thành viên đầu tiên của FIFA, và là thành viên đầu tiên từ Bắc và Trung Mỹ. Việc gia nhập chỉ là tạm thời và tại FIFA Congress năm 1914, USFA, được công nhận là thành viên chính thức của FIFA. USFA lồng "soccer" vào tên tổ chức vào năm 1945, và trở thành United States Soccer Football Association. Họ bỏ từ football khỏi tên vào năm 1974 (bởi vì football chỉ môn bóng bầu dục Mỹ) và chính thức có tên là United States Soccer Federation như ngày nay.
Liên đoàn bóng đá Hoa Kỳ đã tổ chức một số sự kiện như Giải bóng đá vô địch thế giới 1994, 1999 và 2003, môn bóng đá tại Thế vận hội Mùa hè 1984 và 1996.

## Các chủ tịch
Liên đoàn bóng đá Hoa Kỳ (1974–nay)
- Sunil Gulati (2006–nay)
- Robert Contiguglia (1998–2006)
- Alan Rothenberg (1990–1998)
- Werner Fricker (1984–1990)
- Gene Edwards (1974–1984)

Liên đoàn bóng đá Hoa Kỳ (tới 1974)
- James McGuire (1952–54 & 1971–1974)
- Erwin Single (1969–71)
- Bob Guelker (1967–69)
- George Fishwick (1963–65)
- Gene Ringsdorf (1961–63)
- Jack Flamhaft (1959–61)